# Etawah (stad)
Etawah is een stad en gemeente in de Indiase staat Uttar Pradesh. Het is de hoofdstad van het gelijknamige district Etawah. De stad ligt grofweg halverwege tussen de steden Agra en Kanpur. Ten zuiden van de stad stroomt de Yamuna.

## Demografie
Volgens de Indiase volkstelling van 2001 wonen er 211.460 mensen in Etawah, waarvan 53% mannelijk en 47% vrouwelijk is. De plaats heeft een alfabetiseringsgraad van 67%. 